# Шаловливая мечтательница
Шаловливая мечтательница (исп. La pícara soñadora) — мексиканская 80-серийная мелодрама 1991 года производства Televisa.

## Сюжет
Лупита Лопес — красивая молодая девушка, которая учится в институте на юридическом факультете, у неё на первый взгляд хорошее перспективное будущее, однако на продолжение учёбы у неё не хватает денег, и чтобы их раздобыть, она подрабатывает продавщицей в магазине игрушек.

## Синопсис
Особенностью этого телесериала от всех остальных является отсутствие в числе главных героев злодеев, но периодически они попадались в числе малозначимых персонажей. Герои данной теленовеллы разделены на семьи и на группы.

## Создатели телесериала

### В ролях
- Мариана Леви — Лупита Лопес
- Эдуардо Паломо — Альфредо Рочилд/Карлос Перес
- Иран Йори — Марселина Ривалькаба вдова де Рочилд
- Рафаэль Инклан — Камило Лопес
- Фернандо Чангеротти — Федерико Рочилд
- Клаудия Рамирес — Роса Фернандес вдова де Гарсия
- Роберто Вандер — Грегория Рочилд
- Анхелика Ривера — Гиованна Сарини
- Габриэла Гольдсмит — Гладис де Рочилд
- Лаура Флорес — Моника Рочилд#1
- Лола Мерино — Моника Рочилд#2
- Алексис Айалла — Карлос Перес
- Роберто Бальестерос — Адольфо Молина
- Алехандро Арагон — Освальдо Фриас
- Карен Сентиес — Карла Санчес
- Армандо Паломо — Хосе Замора
- Диана Гольден — Эльвира Фунес
- Луис Гильермо Мартель — Хулио «Польито» Самора
- Marisol Centeno — Агустина «Нена» Мартинес
- Рикардо Кортес — Пиетро Карини
- Хорхе Паскуаль Рубио — Доминго
- Сильвия Кампос — Барбара
- Одисео Бичир — Игнасио Мартинес
- Роксана Сауседо — Оливия
- Адриан Рамос — детектив Тельес
- Роберто Куикочея — детектив Колин
- Альфредо Алегрия — детектив Бенитес
- Ники Монделлини — Хина Вальдес
- Элисабет Агилар — Лусия
- Дина де Марко — Донья Берта
- Клаудио Баэс — Хайме Перес
- Давид Остроски — Клаудио Рендон
- Хуан Карлос Касасола — Фаусто Медрано
- Франсес Ондивьела — детектив Алтавас
- Анотонио де Карло — Сантьяго Гарридо
- Роберто Матеос — Флоренсио
- Ирланда Мора — Леонор де Карини
- Элла Лабориэль — Тонья
- Даниэль Серрано — Рауль
- Клаудия Ортега — Агустина
- Дасия Аркарас — Сусана
- Берта дель Кастильо — Анхела
- Анхелика Арвизо — Дельфина
- Беатрис Орнелья — Дора
- Херардо Гонсалес — Гомес
- Серхио Сендель — Хуго
- Рафаэль Вильяр — адвокат Аргуэйо
- Рене Муньос — доктор Лосано
- Моника Санчес
- Ариэль Лопес Падилья
- Марио дель Рио
- Рафаэль Веласко
- Ариэль Бальдани
- Маркиаль Касале
- Ева Гарбо
- Эктор Парра
- Полли
- Роберто Портер
- Суссан Таунтон
- Алехандро Тревиньо
- Эрика Лобо
- Нубия Марти
- Малени Моралес
- Мигель Приего
- Росио Собрадо
- Родриго Сурита
- Итати Кантораль
- Роберто Бландон
- Россана Сесарман
- Фарнесио де Берналь
- Кейко Дуран
- Сара Монтес
- Рикардо Вера
- Виктор Вера

### Административная группа
- оригинальный текст: Абель Санта Крус
- адаптация: Вероника Пимштейн, Андреа Фернандес
- телевизионная версия: Валерия Филлипс
- либретто: Долорес Ортега
- музыкальная тема заставки: La pícara soñadora
- автор текста песни: Вивиана Пимштей
- вокал: Мариана Леви
- композиторы: Карлос Вертис Пани, Эктор Руис
- художники-постановщики: Рауль Леаль Корнехо, Октавио Ортега
- художники по костюмам: Клаудия Пресиадо, Алехандро Гастелум
- начальники по характеристике ролей: Лупелена Гойенече, Рефугио Лопес
- начальник по музыке: Луис Альберто Дисайяс
- редактор: Адриан Фрутос Маса
- ассистент оператора-постановщика: Роберто Гомес Фернандес
- начальники производства: Исамар Мендоса, Федерико Аларкон, Натали Лартильекс Никауд
- координатор производства: Никандро Диас Гонсалес
- ассистент начальников производства: Артуро Гисар
- ассистент режиссёра-постановщика: Луис Химено
- оператор-постановщик: Алехандро Фрутос Маса
- режиссёр-постановщик: Ракель Паро
- ассоциированные продюсеры: Сальвадор Мехия Алехандре, Вероника Пимштейн
- исполнительный продюсер: Валентин Пимштейн

## Награды и премии

### Premios TVyNovelas 1992(3 из 7)
Телесериал был номинирован 7 раз, из которых победу одержали 3 номинации.
| Номинация                 | Персона               | Итоги премии |
| ------------------------- | --------------------- | ------------ |
| Лучшая теленовелла года   | Валентин Пимштейн     | Проигрыш     |
| Лучший актёр 1991 года    | Рафаэль Инклан        | ПОБЕДА       |
| Лучшая выдающаяся актриса | Иран Йори             | ПОБЕДА       |
| Лучшая молодая актриса    | Мариана Леви          | Проигрыш     |
| Лучший молодой актёр      | Эдуардо Паломо        | Проигрыш     |
| Лучшая детская роль       | Луис Гильермо Мартель | ПОБЕДА       |
| Лучшая постановка         | Ракель Паро           | Проигрыш     |

## Показ в РФ
В РФ телесериал был показан благодаря телеканалу Zone Romantica, который был доступен через кабельные и спутниковые сети.